# Skatteväxling
En skatteväxling är ett antal ändringar i skattepolitiken som syftar till att ge ett neutralt resultat i budgeten. Med andra ord ska skattehöjningar bekosta skattesänkningar på andra områden. Uttrycket grön skatteväxling används för att höja miljöskatter, och i gengäld sänka andra skatter. Alltså att man höjer eller sänker skatten.